# Der Griff nach den Sternen
Der Griff nach den Sternen (Originaltitel: A Million Miles Away) ist eine Filmbiografie von der mexikanischen Filmemacherin Alejandra Marquez Abella über den Astronauten José Moreno Hernández. Der Film basiert auf dessen Autobiografie Reaching for the Stars.
Die Literaturverfilmung wurde im September 2023 auf Amazon Prime veröffentlicht.

## Produktion
Gedreht wurde in Mexiko, dort in Mexiko-Stadt, San Luis Potosí und Texcoco de Mora.
Amazon Studios erwarb im Juli 2022 die Vertriebsrechte an dem Film, der sich zuvor bei Netflix in Entwicklung befand.

## Rezeption
Laut Rotten Tomatoes wurde der Film sowohl von hauptberuflichen Filmkritikern als auch von Hobbyfilmkritikern für gut bis sehr gut befunden. The New York Times schrieb, dass der Film „schön gedreht“ sei, die „effektivsten und berührendsten Szenen von den Familienbeziehungen handeln“ und dass der Film an Stellen mit „düsterer Erzählung“ bedrückend sein kann.